# Jonathan David
Jonathan Christian David (* 14. Januar 2000 in Brooklyn, New York City, New York, Vereinigte Staaten) ist ein kanadisch-haitianischer Fußballspieler. Durch die Geburt in den Vereinigten Staaten verfügt er auch über die US-amerikanische Staatsbürgerschaft.
Er stieg nach einem halben Jahr in der Jugend des belgischen Erstligisten KAA Gent Mitte 2018 in die erste Mannschaft des Vereins auf und etablierte sich in dieser. Im August 2020 wechselte er nach Frankreich in die Ligue 1 und stand bis zum Sommer 2025 beim OSC Lille unter Vertrag. Anschließend wechselte Jonathan David im Transfersommer 2025 ablösefrei zu Juventus Turin in die Serie A und unterschrieb dort einen Fünfjahresvertrag. Er ist damit der erste Kanadier, der für Juventus spielt. Seit 2017 läuft er für die Mannschaften des kanadischen Verbandes auf und debütierte im September 2018 für die A-Auswahl. Seit dem 19. November 2024 ist er Rekordtorschütze der Nationalmannschaft.

## Karriere

### Vereine
Jonathan David begann 2010 seine Karriere in der Jugendmannschaft von Gloucester Dragons Soccer. 2011 wechselte er in die des Ottawa Gloucester SC, anschließend ging er in die Jugend des Ottawa Internationals SC. Anfang 2018 wechselte er nach Belgien zur KAA Gent und verbrachte dort noch ein halbes Jahr in der Jugend des Vereins.
Zur Saison 2018/19 wurde er in den Kader der ersten Mannschaft aufgenommen. Sein Debüt im Profifußball gab er am 4. August 2018 in der Ligapartie gegen den SV Zulte Waregem. Er wurde in der 77. Spielminute für Roman Jaremtschuk eingewechselt, anschließend gelang ihm in der Nachspielzeit noch der Ausgleich zum 1:1-Endstand der Partie. In der Saison 2018/19 bestritt er 29 von 40 möglichen Ligaspielen für Gent, in denen er 12 Tore schoss, vier Qualifikationsspiele zum Europapokal mit zwei Toren und alle sechs Pokalspiele, die in einer Niederlage im Finale gegen den KV Mechelen endeten. 
In der nächsten Saison, die infolge der COVID-19-Pandemie abgebrochen wurde, waren es 27 von 29 möglichen Ligaspielen, in denen er 18 Tore schoss. David fehlte nur bei zwei Spielen, bei denen er wegen des Todes seiner Mutter beurlaubt war. Damit belegte er Platz 2 der Torschützenliste der Saison. Der Sieger Dieumerci Mbokani hatte die gleiche Anzahl Tore geschossen, aber mehr bei Auswärtsspielen erzielt als David. Dazu kommen 13 Spiele im Europapokal mit fünf Toren.
Im August 2020 wechselte David zum OSC Lille und unterschrieb dort einen Vertrag über fünf Jahre. Die für den Transfer vereinbarte Ablösesumme von 30 Millionen Euro war die bis dahin höchste, die ein belgischer Verein für einen Spieler erhielt.
Im Sommer 2025 wechselte er ablösefrei vom OSC Lille zu Juventus Turin. Auch hier unterschrieb er für fünf Jahre.

### Nationalmannschaft
David entschied sich erstmals 2015, für die kanadischen Auswahlen zu spielen. Am 9. September 2018 gab er sein Debüt für die A-Nationalmannschaft in der CONCACAF Nations League beim 8:0-Auswärtssieg über die Amerikanischen Jungferninseln in Bradenton, Florida. Er wurde in der Startformation und über die gesamte Spielzeit aufgeboten und beteiligte sich mit zwei Toren und einer Vorlage am Erfolg seiner Mannschaft.
Beim Gold Cup 2019 stand er in allen drei Gruppenspielen und im Viertelfinale gegen Haiti auf dem Platz. Obwohl die kanadische Nationalmannschaft durch eine Niederlage im Viertelfinale ausschied, wurde David mit sechs Toren Torschützenkönig des Turniers. Bei der Weltmeisterschaft 2022 in Katar gehörte er zum kanadischen Kader und wurde in allen drei Gruppenspielen, nach denen Kanada ausschied, eingesetzt.

## Persönliches
David wurde im Januar 2000 als Sohn haitianischer Eltern im New Yorker Borough Brooklyn geboren. Drei Monate später zogen sie mit ihm nach Port-au-Prince. 2006 wanderte die Familie nach Kanada aus und ließ sich in der Hauptstadt Ottawa nieder.

## Erfolge und Auszeichnungen
- Französischer Meister: 2021
- Französischer Superpokalsieger: 2022
- Kanadas Fußballer des Jahres: 2019 und 2024
- Spieler des Monats der Ligue 1: November 2024